# Silver Tower (Frankfurt)
De Silver Tower (Duits: Silberturm) is een wolkenkrabber in de Duitse stad Frankfurt. Het is het hoofdgebouw van de Deutsche Bahn in Frankfurt. Het gebouw is ook bekend onder de naam Dresdner-Bank-Hochhaus, de Dresdner Bank had eerder haar hoofdkwartier in het gebouw. Het is gelegen aan Jürgen-Ponto-Platz.
Met een hoogte van 166 meter is het uit 1978 daterende bouwwerk het op acht na hoogste gebouw van Frankfurt. De toren telt 32 verdiepingen. 